# Soul Fountain
| Recensione | Giudizio |
| ---------- | -------- |
| AllMusic   | [ 1 ]    |

Soul Fountain è un album discografico di Clifford Jordan, pubblicato dall'etichetta discografica Vortex Records nel febbraio del 1970.

## Tracce
Lato A
1. T.N.T. – 2:36 (Ben Tucker, Grady Tate, Bob Dorough) – Registrato il 25 ottobre 1966 a New York
2. I've Got a Feeling for You – 2:57 (Clifford Jordan, Shirley Jordan) – Registrato il 25 ottobre 1966 a New York
3. H.N.I.C. – 3:28 (Ben Tucker, Grady Tate) – Registrato il 25 ottobre 1966 a New York
4. I Got You (I Feel Good) – 2:35 (James Brown) – Registrato il 25 ottobre 1966 a New York
5. Caribbean Cruise – 2:05 (Clifford Jordan) – Registrato il 25 ottobre 1966 a New York

Lato B
1. Señor Blues – 5:39 (Horace Silver) – Registrato il 12 ottobre 1966 a New York
2. Eeh Bah Lickey Doo – 4:02 (Clifford Jordan) – Registrato il 12 ottobre 1966 a New York
3. Retribution – 4:32 (Julian A. Priester, Abbey Lincoln) – Registrato il 12 ottobre 1966 a New York

## Musicisti
T.N.T. / I've Got a Feeling for You / H.N.I.C. / I Got You (I Feel Good) / Caribbean Cruise
- Clifford Jordan - sassofono tenore (eccetto brano: I've Got a Feeling for You)
- Clifford Jordan - pianoforte (solo nel brano: I've Got a Feeling for You)
- Jimmy Owens - tromba, flicorno
- Julian Priester - trombone
- Frank Owens - pianoforte, organo
- Ben Tucker - contrabbasso
- Bob Cranshaw - contrabbasso, basso elettrico
- Bob Durham - batteria
- Orestes Vilato - percussioni
- Joe Wohletz - percussioni

Señor Blues / Eeh Bah Lickey Doo / Retribution
- Clifford Jordan - sassofono tenore, flauto
- Jimmy Owens - tromba, flicorno
- Julian Priester - trombone
- John Patton - organo
- Billy Higgins - batteria
- Ray Barretto - conga drums
- Joe Wohletz - bongoes

Note aggiuntive
- Arif Mardin - produttore
- Registrazioni effettuate al Atlantic Recording Studios di New York il 12 e 25 ottobre 1966
- Tom Dowd, Phil Iehle e Adrian Barber - ingegneri della registrazioni
- Stanislaw Zagorski - illustrazione e design copertina album
- Ray Ross - fotografia di retrocopertina album[3]